# قرار مجلس الأمن التابع للأمم المتحدة رقم 1126
قرار مجلس الأمن التابع للأمم المتحدة رقم 1126، الذي تم تبنيه بالإجماع في 27 أغسطس 1997، بعد تلقي رسالة من الأمين العام كوفي عنان، وافق المجلس على توصيته بأن يقوم القضاة كاريبي وايت وأديو بينيتو وجان، بمجرد استبدالهم، بإنهاء قضية سيليبيتشي التي بدأوها قبل انتهاء فترة ولايتهم. كما أشار إلى اعتزام المحكمة الجنائية الدولية ليوغوسلافيا السابقة إنهاء القضية بحلول تشرين الثاني / نوفمبر 1998.
وذكرت رسالة عنان أنه إذا لم يتمكن القضاة الثلاثة من استكمال القضية، فسيكون من الضروري استئناف محاكمات المشتبه بهم، الأمر الذي من شأنه أن يطيل المحاكمة وينتهك حق المتهم في الإجراءات القانونية الواجبة.
تتعلق قضية سيليبيتشي بمعسكر أسرى حرب في البوسنة والهرسك حيث تعرض المعتقلون للتعذيب والقتل.

## روابط خارجية
- نص القرار في undocs.org